# Yannick Bolasie
Yannick „Yala“ Bolasie (* 24. Mai 1989 in Lyon, Frankreich) ist ein kongolesischer Fußballspieler, der beim Criciúma EC unter Vertrag steht.

## Karriere
Bolasie wurde im französischen Lyon geboren und wuchs im nordwestlichen Londoner Bezirk Brent im Stadtteil Willesden auf. Das Fußballspielen erlernte er zunächst im Jugendbereich von Rushden & Diamonds. Erste Erfahrungen im Seniorenbereich sammelte er in der Southern League für Hillingdon Borough. Im Alter von 17 Jahren absolvierte er dort seinen ersten Einsatz in der ersten Mannschaft und als technisch begabter schneller Flügelspieler begann er schnell sich gegen die körperlich oft sehr robust agierenden Gegenspieler durchzusetzen. Als 18-Jährigen zog es ihn dann nach Malta zum FC Floriana. Dort hatte ihm sein Cousin Lomana LuaLua ein Probetraining verschafft und der Klub aus der obersten maltesischen Liga verpflichtete ihn anschließend – ungeachtet dessen, dass nur drei ausländische Spieler in der Mannschaft erlaubt waren.
Im Juli 2008 kehrte Bolasie nach England zurück. Er heuerte beim Zweitligisten Plymouth Argyle an, wobei auch die TSG Hoffenheim und Sturm Graz interessiert gewesen sein sollen. In den ersten anderthalb Jahren kam er jedoch in Plymouth noch nicht zum Zuge. Stattdessen spielte er leihweise zunächst in der fünftklassigen Conference National für Rushden & Diamonds und anschließend gleich zweimal in der darüber liegenden Football League Two für den FC Barnet. Nach dem Jahreswechsel 2009/10 bekam er auch in Plymouth seine ersten Bewährungschancen. Paul Mariner hatte kurz zuvor den Trainerposten von Paul Sturrock übernommen. Bei seinem Debüt am 13. Februar 2010 auswärts gegen den FC Barnsley wurde er in der zweiten Halbzeit eingewechselt und im weiteren Verlauf wurde der 0:1-Rückstand in einen 3:1-Sieg umgewandelt. Zwei Wochen später schoss er bei der 3:4-Niederlage gegen Sheffield United sein erstes Tor für die „Pilgrims“. Letztlich endete die Saison für ihn jedoch nach 16 Meisterschaftseinsätzen mit dem Abstieg in die dritte Liga. Es folgte ein weiteres Jahr als Stammspieler in Plymouth, aber nach sieben Treffern in 35 Ligaeinsätzen musste Bolasie den zweiten Abstieg in Serie hinnehmen.
Zur Saison 2011/12 wechselte Bolasie zurück in die zweite Liga zu Bristol City. Dort traf er auch seinen ehemaligen Mitspieler und Kollegen auf der Außenposition Albert Adomah wieder. Nach nur einem Jahr verließ er Bristol jedoch schon wieder, da er nach London zurückkehren wollte. Passenderweise fand sich mit dem Zweitligakonkurrenten Crystal Palace ein Interessent aus der Hauptstadt und so wechselte Bolasie im August 2012 dorthin.
Bei seinem neuen Verein war sofort ein wichtiger Bestandteil des Teams, dem letztlich der Aufstieg in die Premier League gelang. Bolasie selbst wurde anschließend in die „Zweitligamannschaft des Jahres“ (PFA Team of the Year) gewählt und im Play-off-Halbfinale gegen Brighton & Hove Albion bereitete er das erste Tor von Wilfried Zaha vor (beim Endspielerfolg gegen den FC Watford wurde er nicht eingesetzt). Im Frühjahr 2013 absolvierte er auch seine ersten Länderspiele für die DR Kongo im Rahmen der WM-Qualifikation für Brasilien. Dabei endeten sowohl sein Debüt gegen Libyen am 24. März 2013 als auch die beiden folgenden Partien im Juni 2013 – erneut gegen Libyen und danach gegen Kamerun – torlos.
In der Premier League war Bolasie für Crystal Palace in der Saison 2013/14 weiter Stammspieler. Bei seinen 29 Auftritten gelang ihm dabei jedoch kein eigener Treffer. In weiteren drei Jahren bei Crystal Palace erzielte er bei insgesamt 144 Pflichtspiel-Einsätzen 13 Tore, wobei er meistens auf dem linken Flügel, später allerdings auch vermehrt zentral oder seltener als Rechtsaußen auflief. Durch eine Verletzung im Dezember 2015 musste er für 11 Spiele aussetzen, konnte aber nach seiner Rückkehr Ende Februar 2016 bereits nach zwei Spielen wieder einen festen Platz in der Startformation einnehmen. Sein größter sportlicher Erfolg in der Zeit bei Crystal Palace war das Erreichen des FA-Cup-Finales in der Saison 2015/2016, wo man Manchester United erst nach Verlängerung unterlag.
Nach dem ersten Spieltag der Saison 2016/17 wechselte der Spieler zum FC Everton und unterschrieb einen Vertrag für fünf Jahre. Am 25. August 2018 wurde er für eine Saison an Aston Villa verliehen. Weil er dort nicht die erhoffte Leistung brachte, wurde die Leihe im Januar 2019 beendet. Wenige Tage später wurde zwischen dem FC Everton und dem belgischen Erstdivisionär RSC Anderlecht eine neue Ausleihe für den Rest der Saison 2018/19 vereinbart. Mit Ende der Saison 2018/19 kehrt Bolasie wieder zum FC Everton zurück. In der Spielzeit 2019/20 folgte ein weiteres Leihengagement beim portugiesischen Erstligaklub Sporting Lissabon. Auch in der nächsten Saison war er als Leihspieler unterwegs, dieses Mal an den FC Middlesbrough.
Im August 2021 wechselte Bolasie ablösefrei zum türkischen Erstligisten Çaykur Rizespor.
Nachdem sein Vertrag in der Türkei im Sommer 2023 ausgelaufen war, wechselte er Ende November 2023 zu Swansea City. Anfang des Jahres 2024 ging der Spieler nach Brasilien, wo er beim Criciúma EC einen Kontrakt erhielt. Er blieb bis Jahresende und ging Anfang 2025 zum Cruzeiro EC nach Belo Horizonte.

## Erfolge
- PFA Team of the Year (1): 2012/13 (2. Liga)